# 陳詩媛
陳詩媛（英語：Chen Shih-Yuan，1995年4月24日—），臺灣女藝人、YouTuber、舞者，綽號「十元」，英文名「Hime」。前TPE48成員、女團5TEAM隊長。曾為Rakuten Girls成員。

## 生涯
陳詩媛的小學同學爸爸為MV導演，該作品需要一對雙胞胎角色，她與雙胞胎姐姐陳詩雅受到邀請，六歲時開始演藝活動，小時候曾經出演《求婚事務所》及《愛殺17》。國中時，曾經想去日本發展，自行報名經紀公司徵選，錄取其中一家，因父親不同意而作罷。2015年參加AKS舉辦的「AKB48台灣徵選活動」，勝出成為「AKB48台灣研究生」。
2017年9月2日，與同為AKB48台灣研究生的陳詩雅及日本藝人Takeshi(喜瀨健)展開連續10天的「48環島Go！尋找TPE女孩」環台巡迴活動。2017年11月30日，與AKB48台灣研究生陳詩雅、邱品涵、林倢、國興瑀、張羽翎共六人赴日登台參與阿部瑪利亞在AKB48劇場舉行移籍前最後公演兼送行會。2018年2月4日以「TPE48一期生」身分初披露，後續正式簽約成為「TPE48」正式成員。同年3月初前往日本錄製AKB48第51張單曲《Ja-Ba-Ja》所收錄C/W曲《交到朋友了》，此為AKB48史上第二度有海外姐妹團成員參與錄製歌曲，隨後因熙曜娛樂科技股份有限公司債務問題傳出倒閉，由日本方面接手後，決定退團。2018年9月11日，首次試播；9月14日更改17LIVE個人直播帳號為「陳詩媛Hime」。
2018年10月11日，女團「5TEAM」出道，成員有詩媛、苡瑄、阮糖、典薇及凱伊五人，由詩媛擔任隊長。團體目標「成為大家心中的國民甜心」，成團期間有一首未正式發行單曲《甜心警報 八股八股》，環島宣傳活動如10/13-10/24共12天的「5TEAM環島中」以及後續共12天實體唱片發行挑戰「5TEAM環島集讚任務」等，也有成立YouTube頻道，於17LIVE進行直播，该團已解散。
2019年6月12日，建立YouTube頻道「看一下十元 Hime」。2022年2月10日，受邀成為「樂天女孩練習生」並開始培訓，此年度練習生還有李芷霖、張雅涵、詹伊婷、宋婉卉、胡佳琳等五位，培訓課程有造型、肢體表演、商演經驗、運動心理強化、總監舞蹈等，通過Rakuten Girls終極試煉後將成為樂天啦啦隊「Rakuten Girls」的正式成員。3月29日，正式成為「Rakuten Girls」，此次球團將雅涵(Kimi)、婉卉(宋宋)以及詩媛(十元)納入正式「Rakuten Girls」成員，芷霖、伊婷以及佳琳則是爭取下半季測試轉正的機會。5月31日，結束17LIVE的直播工作；同年6月3日，於浪Live開始第一次直播，6月8號加上分類標籤「啦啦隊女孩」，6月中獲得官方認證「中華職棒樂天桃猿隊 專屬啦啦隊-Rakuten girls」及「舞蹈」認證。7月24日，擔任雙胞胎姐姐陳詩雅畢業演唱會嘉賓，並與過去同為AKB48台灣研究生的陳詩雅、邱品涵、國興瑀、張羽翎、林倢合體演出《閃亮的幸運》，同時陳詩雅復刻了2017年在日本AKB48劇場演出時的開場口號「一二三四」。
2023年11月8日，與陳伊、冼迪琦宣布加入懿想天開主持群。

## YouTube 頻道

### 里程碑
| 日期          | 事件                                        |
| 2019年6月12日 | 頻道「看一下十元 Hime」建立，發佈第一支影片 |
| 2020年5月8日  | 頻道訂閱數達到1000                          |
| 2021年7月25日 | 結束自產影片的時代                          |
| 2021年9月2日  | 開啟有小夥伴合作的時代                      |
| 2022年4月7日  | 上傳頻道第100支影片，頻道訂閱數達到5000     |
| 2022年7月11日 | 頻道訂閱數達到1萬                           |

### 自產影片時代
2019年6月12日至2021年7月25日，此階段頻道影片由陳詩媛一手構想、拍攝、剪輯。

#### 與琳誼Ring的小巨蛋之約
2020年11月14日上傳的影片，陳詩媛擔任琳誼「北棲女子の1000琳誼再一夜」演唱會的一日工讀生，聊天時琳誼承諾會讓十元跟著一直到小巨蛋，兩人打勾勾按拇指為誓。

### 小夥伴合作時代
2021年9月2日至今，「看一下十元 Hime」頻道不再是陳詩媛一人經營，多了企劃姊姊「安安」的加入，並改由片師進行影片剪輯。2021年10月7日開啟《尋找在台灣的正宗⽇本美食》系列，分享臺灣道地的日本料理店以及透過與日本老闆的訪談得知遠踏他鄉努力開店的故事歷程、老闆們特別的想法等。2022年4月21日，開場白為「안녕하세요！歡迎收看，看一下十元~」，以《尋找正宗韓國料理》為主題，正式將《尋找在台灣的正宗⽇本美食》系列延伸為《十元尋訪記》，不再限制於日本料理，以期許能開發更多不同種類的異國料理，迎來全新的開端，探訪異國老闆於陌生土地開店的故事經歷。

## 啦啦隊經歷

### 棒球之啦啦隊
| 年份       | 隊伍名稱      | 備註                       |
| 2022－2024 | Rakuten Girls | 中華職棒樂天桃猿專屬啦啦隊 |

#### 樂天女孩里程碑
- 2022年3月29日，正式成為「樂天女孩」。[23]
- 2022年4月10日，初次登場應援[註 3]，第一次挑戰開場舞。[24]
- 2022年4月19日，第一次遇雨延賽。
- 2022年4月21日，第一次挑戰中場舞。
- 2022年4月28日，解鎖平日加班超過凌晨12點。
- 2022年5月11日，第一次體驗8局下半跳了長達55分鐘的嗆司全集大局。[25]
- 2022年5月13日，第一次穿上雨衣在大雨中應援；本場球賽延長到11局。[26]
- 2022年7月10日，第一次應援樂天桃猿拿下季冠軍的球賽。[27]
- 2025年1月14日，宣布退出Rakuten Girls 樂天女孩。

## 出版作品

### 寫真
| 名稱       | 備註                   |
| 《一部詩》 | 2023年樂天女孩寫真桌曆 |

## 演出作品

### MV
| 發行月份   | 唱片公司           | 專輯               | 歌名                  | 歌手            | 角色                |
| 2002年10月 | 新力博德曼音樂娛樂 | 快遞愛情           | 畢業旅行              | 黃湘怡          | 雙胞胎學生          |
| 2003年10月 | 動能音樂           | 好MAN              | 那天愛離開            | 黃維德          | MV女主角 （小時候） |
| 2004年9月  | 華納唱片           | 也許明天           | 愛是唯一              | 張惠妹          | 雙胞胎花童          |
| 2022年11月 | 相映國際           | 在某個角落努力的你 | 人間煙火              | 琳誼            | MV女配角之一        |
| 2023年3月  | 八度音創           | 涵氧女孩           | 涵氧女孩              | 張雅涵          | 陳詩媛              |
| 2023年12月 | 給樂音樂           | 心跳保衛戰         | 我喜歡你 I'm Into You | 郭佐治 (芒果醬) | MV女主角            |

### 電視劇
| 年份   | 地點 | 電視台     | 劇名                | 導演           | 角色            |
| 2004年 | 臺灣 | 台視       | 求婚事務所          | 鈕承澤         | 薔薔            |
| 2006年 | 臺灣 | 中視       | 愛殺17              | 劉議鴻、林清振 | 徐宜靜 （童年） |
| 2022年 | 臺灣 | 客家電視台 | 船到橋頭不會直LOSER | 林宏杰         | 噹噹            |

### 網路節目
- 女孩花啾玩
- 懿想天開

## 音樂作品
| 年份          | 歌名          | 備註                          |
| 2022年10月7日 | 《Rise Up》   | 與Rakuten Girls共同演出       |
| 2023年10月7日 | 《Ready Go》  | 與Rakuten Girls共同演出       |
| 2024年9月29日 | 《Big Dream》 | 與Rakuten Girls(紅隊)共同演出 |

## TPE48時期參與歌曲

### AKB48 單曲CD
| 序   | 發行日期      | 單曲名稱     | 參與歌曲名稱 | 參與名義       | 收錄於 | MV | 備註  |
| ---- | ------------- | ------------ | ------------ | -------------- | ------ | -- | ----- |
| 51st | 2018年3月14日 | 《Ja-Ba-Ja》 | 交到朋友了   | 抹茶與伙伴們。 | 劇場盤 |    | [ 8 ] |

## 備註
1. ↑  Cookie一名來自於英文課本後面單字整理，其中一個念起來很順的名詞，由陳詩媛提案。
2. ↑  此階段有許多以「十元」為名的系列，有2部《十元用什麼》、19部《十元吃什麼》、6部《十元散步中》、1部《十元話很多》、2部《十元散步中In TOKYO》、16部《十元聊天室》、2部《看一下十元》、10部《十元大挑戰》、9部《十元隨手拍》，一共67部影片。[21]
3. ↑  啦啦隊應援時間為開場舞、1-3局、5局下的中場舞及7-9局，4-6局會進入休息室休息；只有假日有開場舞，中場舞則不一定，每場球賽啦啦隊會分成高組及矮組，輪流於東西兩側舞台進行應援，組內的站位是隨機的，且比賽中會換位；女孩應援的舞台是開賽前就確定的，比如說「西東東」則代表某位女孩1-3局在西側舞台應援、5局下在東側舞台進行中場舞、7-9局在東側舞台應援。

## 外部連結
- 陳詩媛 Hime的Facebook專頁
- 陳詩媛 Hime的Instagram帳戶
- YouTube上的看一下十元 Hime頻道